# Sbarramento di Tenne-Novale
Lo sbarramento di Tenne-Novale (in tedesco Sperre Tennerhof-Ried) è uno sbarramento facente parte del XIV settore di copertura Isarco del Vallo alpino in Alto Adige, che si trova presso Colle Isarco (ted. Gossensass) nei pressi di Vipiteno, in Alto Adige.

## Storia
La costruzione di uno sbarramento per la protezione della città di Vipiteno fu idealizzato nel 1939. Questo sbarramento aveva la funzione di raddoppiare la prima linea difensiva, dopo lo sbarramento del Brennero, e prevedeva un ampio settore di copertura: dalle dorsali di monte Alto (ted. Hocheck) - cima di Tempo (ted. Wetterspiel), scendeva dal monte Velo (ted. Schleyerberg) sul fondo valle e risaliva ad est, sulla cima Gallina (ted. Hühnerspiel) per collegarsi alla bretella prevista tra il I e il II sistema difensivo.
In realtà questo raddoppio della prima linea constava di due distinti sbarramenti:
1. presso il paese di Tenne (ted. Tennerhof), a sud di Colle Isarco
2. presso la zona di Novale (ted. Ried).

In totale lo sbarramento prevedeva (seguendo i dettami della circolare 7000) 3 opere in caverna e 8 appostamenti in calcestruzzo, con un armamento totale di 26 mitragliatrici e 12 pezzi anticarro. Il progetto iniziale subi' delle modifiche, il numero di opere venne ridotto; nello specifico erano ora previste:
- presso Tenne: 4 appostamenti, dei quali 3 in caverna, con un armamento totale di 18 mitragliatrici e 7 pezzi anticarro;
- presso Novale: 2 appostamenti in calcestruzzo e 1 in caverna, con un armamento totale di 13 mitragliatrici e 5 pezzi anticarro.

Alla fine del 1939 erano già in corso i lavori in entrambe le località, e nonostante fosse in voga la circolare 7000, le opere in caverna rispondevano alle caratteristiche costruttive della circolare precedente. Ad esempio l'opera 6 di Tenne (inizialmente denominata come "centro 1") era armata con 6 postazioni per 8 mitragliatrici e 4 pezzi anticarro, munita di un osservatorio in torretta e con due accessi, il tutto collegato a formare un'unica opera difensiva.
Con l'arrivo della circolare 15000 nel 1940, il nuovo progetto prevedeva un robusto sbarramento di fondo valle presso le località di Tenne e di Novale, aumentando quindi l'estensione alle ali e adeguando le opere già in costruzione e quelle da costruire. Il nuovo progetto constava di:
- per l'estensione Tenne - cima Gallina, 21 opere (dove i lavori furono però sospesi);
- per l'estensione Tenne - monte Velo, 52 opere.

Data la conformazione geografica della valle, un fossato anticarro era pressoché inutile, dato che i molti ponti e gallerie potevano essere facilmente minati per impedire un'invasione del nemico. In realtà questa stretta lasciava solamente due vie per scendere lungo la valle d'Isarco: una a ovest, più in quota, e l'altra a est, più bassa, entrambe strette vie, fortemente presidiate.
Alla sospensione dei lavori nel 1942, 18 opere in calcestruzzo e 4 in caverna risultavano ultimate nella parte muraria, mentre le restanti erano ancora in progetto o da progettare.
Dopo la riattivazione in ambito NATO, allo sbarramento composto di 7 opere è stato dato il nome in codice Titone. Lo sbarramento aveva assegnati: 10 ufficiali, 13 sottufficiali e 167 soldati di truppa, per un totale di 190 uomini.
In particolare le opere riattivate erano 6 (Opere 2, 4, 5, 6, 7, 8 e 9) con in aggiunta una postazione in vasca con un carro armato M4 Sherman (opera 4 bis).

## Tabella delle opere dello sbarramento
|            | Tipo        | Fuc. MTR | MTR | Cann A.C. | Cannoni 75/27 | Osserv. | Mortai |
| ---------- | ----------- | -------- | --- | --------- | ------------- | ------- | ------ |
| Opera 1    | Grande CAV  | -        | -   | -         | -             | 1       | -      |
| Opera 1bis | Grande CAV  | -        | 1   | -         | 4             | 1/c     | -      |
| Opera 2    | Piccola CLS | -        | 2   | -         | -             | -       | -      |
| Opera 3    | Grande CAV  | -        | 4   | -         | -             | -       | -      |
| Opera 4    | Piccola CLS | -        | -   | 1         | -             | -       | -      |
| Opera 4bis | Vasca Carro | -        | -   | 1         | -             | -       | -      |
| Opera 5    | Media CLS   | -        | 2   | 1         | -             | -       | -      |
| Opera 6    | Grande CAV  | -        | 8   | 4         | -             | 1/t     | -      |
| Opera 7    | Media CLS   | -        | 2   | 1         | -             | -       | -      |
| Opera 8    | Media CLS   | -        | 2   | -         | -             | -       | -      |
| Opera 9    | Media CLS   | -        | 3   | -         | -             | -       | -      |
| Opera 10   | Grande CLS  | -        | 4   | -         | -             | -       | -      |
| Opera 11   | Media CLS   | -        | 3   | -         | -             | -       | -      |
| Opera 12   | Media CLS   | -        | -   | -         | -             | -       | -      |
| Opera 13   | Grande CLS  | -        | 2   | -         | -             | -       | 1      |
| Opera 14   | Media CLS   | -        | -   | -         | -             | -       | -      |
| Opera 15   | Media CLS   | -        | 4   | -         | -             | -       | -      |
| Opera 16   | Grande CLS  | -        | 5   | -         | -             | -       | -      |
| Opera 17   | Media CLS   | -        | -   | -         | -             | -       | -      |
| Opera 18   | Grande CLS  | -        | 4   | -         | -             | 1       | -      |
| Opera 19   | Grande CLS  | -        | 6   | -         | -             | -       | -      |
| Opera 20   | Media CLS   | -        | 2   | -         | -             | 1/t     | -      |
| Opera 21   | Piccola CLS | -        | 2   | -         | -             | -       | -      |
| Opera 22   | Media CLS   | -        | 2   | 1         | -             | -       | -      |
| Opera 23   | Grande CLS  | -        | 3   | 1         | -             | 1/t     | -      |
| Opera 24   | Media CLS   | -        | 3   | -         | -             | -       | -      |
| Opera 25   | Grande CLS  | -        | 5   | -         | -             | -       | -      |
| Opera 26   | Media CLS   | -        | 3   | -         | -             | -       | -      |
| Opera 27   | Grande CLS  | -        | 4   | -         | -             | -       | -      |
| Totale     | 29          | -        | 74  | 10        | 4             | 6       | 1      |

## Descrizione delle opere dello sbarramento

### Opera 1 bis
- Come raggiungere l'opera

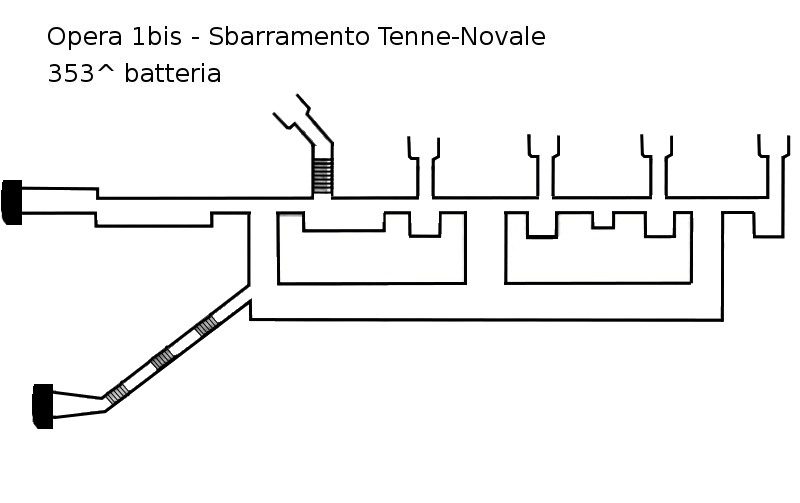
Mappa dell'Opera 1 bis

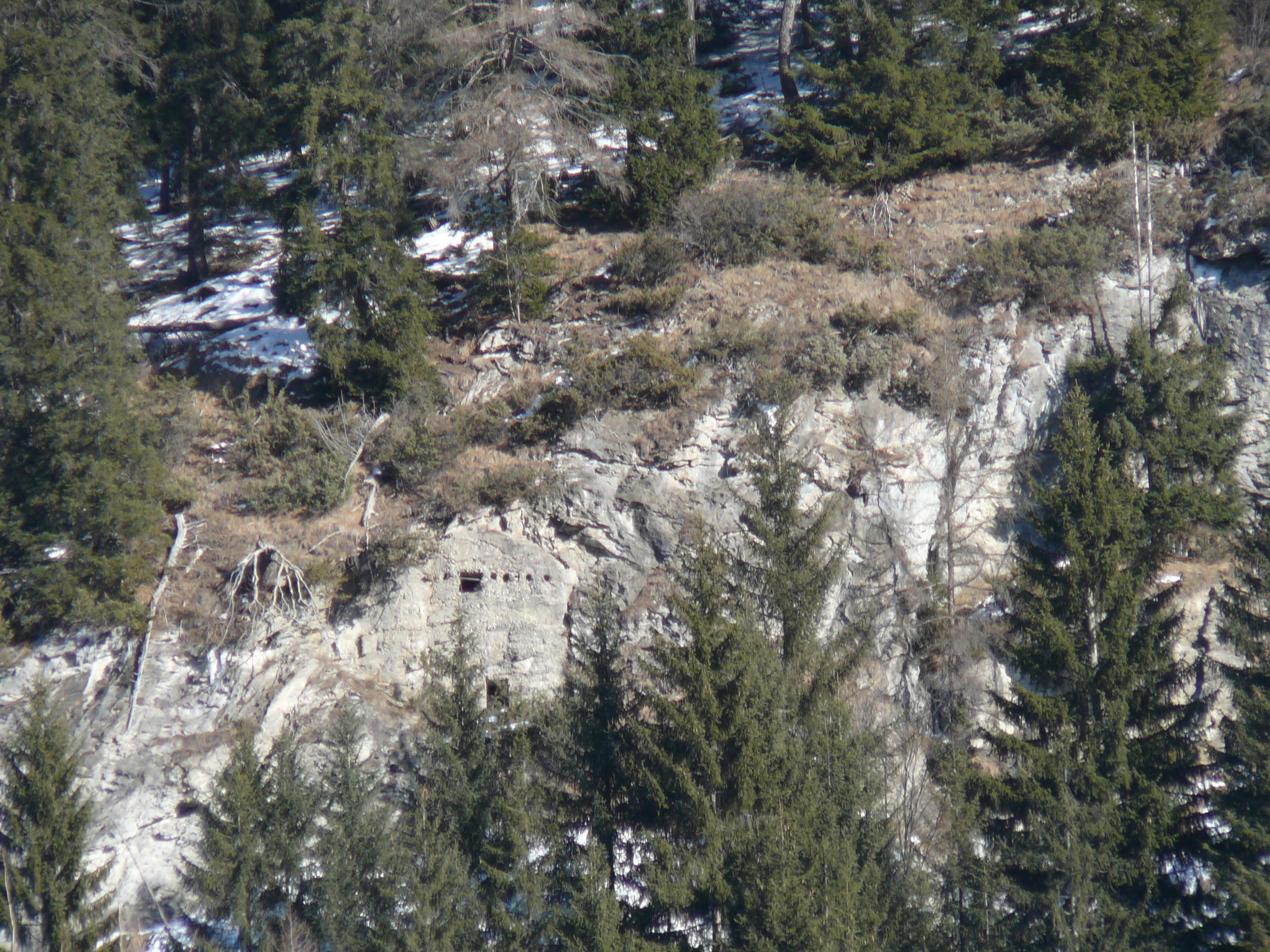
L'opera 1bis dalla vallata

L'opera è sita sul fianco est della montagna, a mezza quota. Facilmente riconoscibile anche da valle.
- Caratteristiche

L'opera è in sé grande ed in caverna. Dalla sua alta posizione, dominava l'intera valle. Era previsto uno scavo di 9500 metri cubi, ma solamente 5900 m³ sono stati scavati, mentre era previsto una posa di 5500 m³ di calcestruzzo, ma i lavori non furono eseguiti.
- Armamento previsto

1 mitragliatrice, 4 cannoni anticarro
- Dati relativi a gennaio 2010
- Coordinate geografiche:46°56′01.88″N 11°27′06.29″E

### Opera 2
- Come raggiungere l'opera

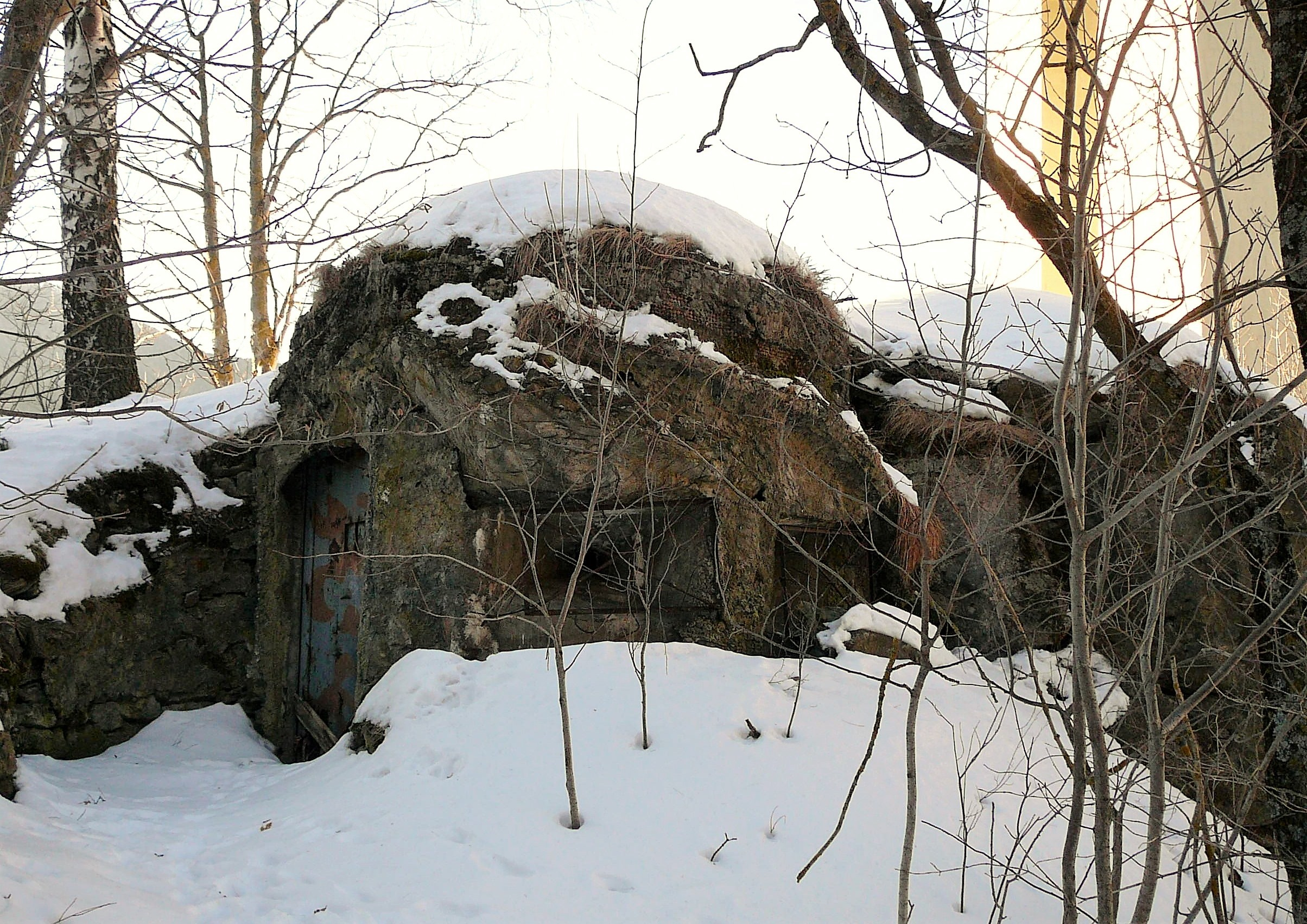
Ingresso opera 2

L'opera è posta esattamente alle spalle dell'opera 3 (poco più a nord), ai piedi di uno dei piloni dell'Autostrada A22. Per un comodo accesso, si può raggiungere la sua quota direttamente in automobile, prendendo una stretta strada che sale dal paese (la Platzhofweg).
- Caratteristiche

L'opera è in sé una piccola opera in calcestruzzo, ed è stata reimpiegata nel dopoguerra. L'opera è dotata di un singolo ingresso, difeso dalla sua caponiera.
- Nome in codice (in ambito NATO): Stra
- Armamento previsto

1 mitragliatrice, 1 cannone anticarro
- Ingressi

L'opera ha 1 ingresso
- Dati relativi a marzo 2011
- Coordinate geografiche:46°56′06.51″N 11°26′54.57″E

### Opera 3
- Come raggiungere l'opera

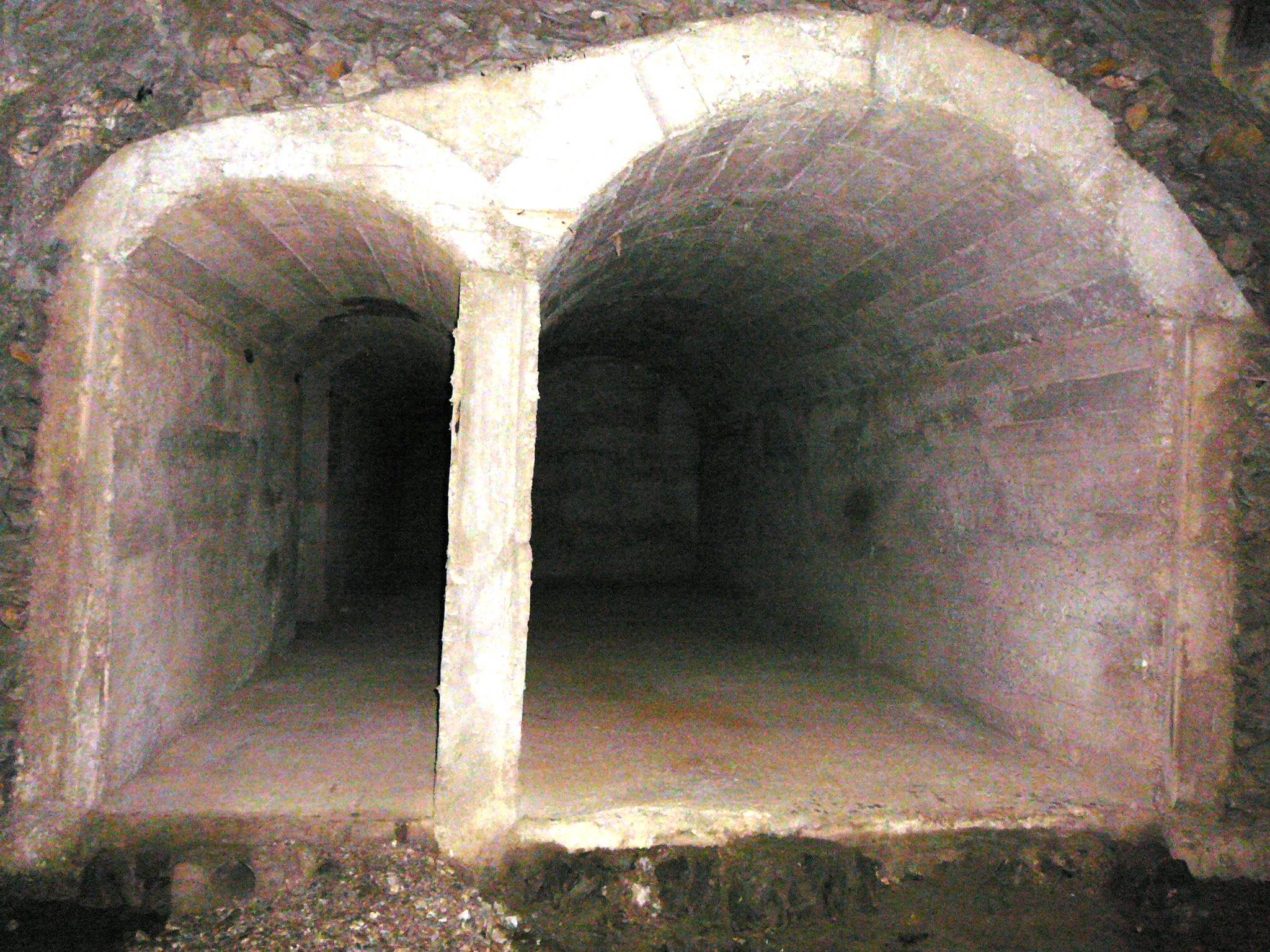
L'interno dell'opera 3, dove si può vedere la differenza tra le parti rivestite e quelle non

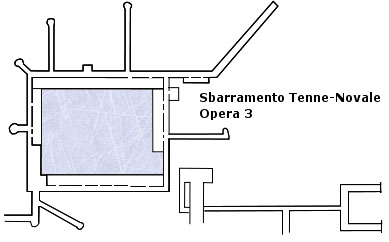
Mappa dell'opera 3

L'opera si trova nelle immediate vicinanze del paese di Colle Isarco, nella zona sud, ovvero proprio sotto il viadotto dell'autostrada A22, scavato nell'ultimo costone di roccia.
- Caratteristiche

Il bunker è grossomodo a pianta quadrata; al suo interno sono visibili gli scavi in roccia, dato che la parte in muratura non è stata ultimata (se non in rari punti); anche alcune scale di collegamento non sono state ultimate, ovvero è possibile farsi un'idea di come venivano realizzate le strutture interne, ma sono difficilmente percorribili. Anche i malloppi esterni per le postazioni e le strutture degli ingressi risultano incompiuti. I lavori risalgono al 1942; l'opera fu in seguito sigillata negli anni '60.
L'opera è una tra quelle scelte per essere rivalorizzata dalla Provincia di Bolzano.
- Armamento previsto

4 mitragliatrici
- Ingressi

L'opera ha almeno 3 ingressi
- Dati relativi a gennaio 2010
- Coordinate geografiche: 46°56′01.67″N 11°26′55.24″E

### Opera 4

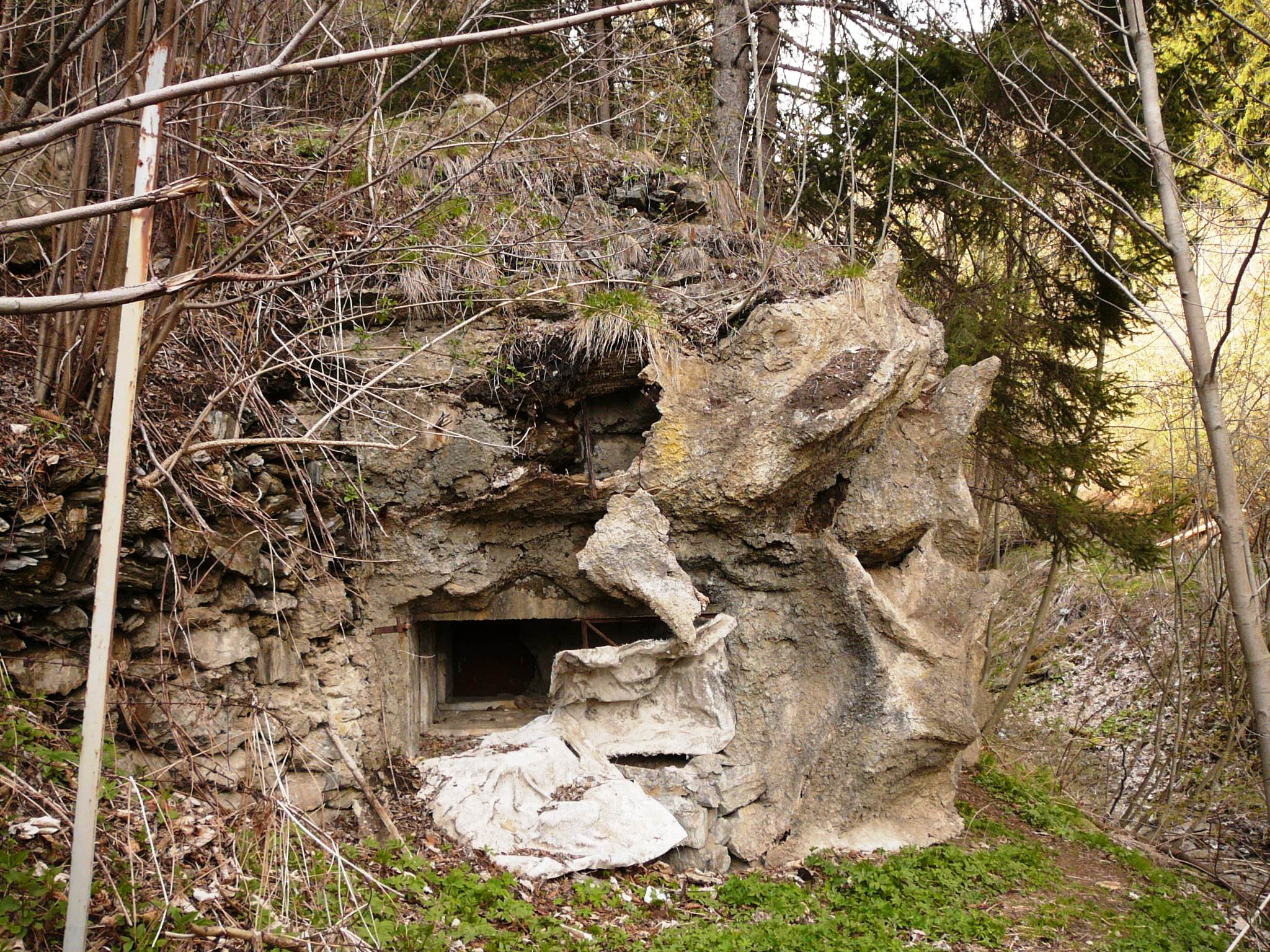
La bocca di fuoco della piccola Opera 4

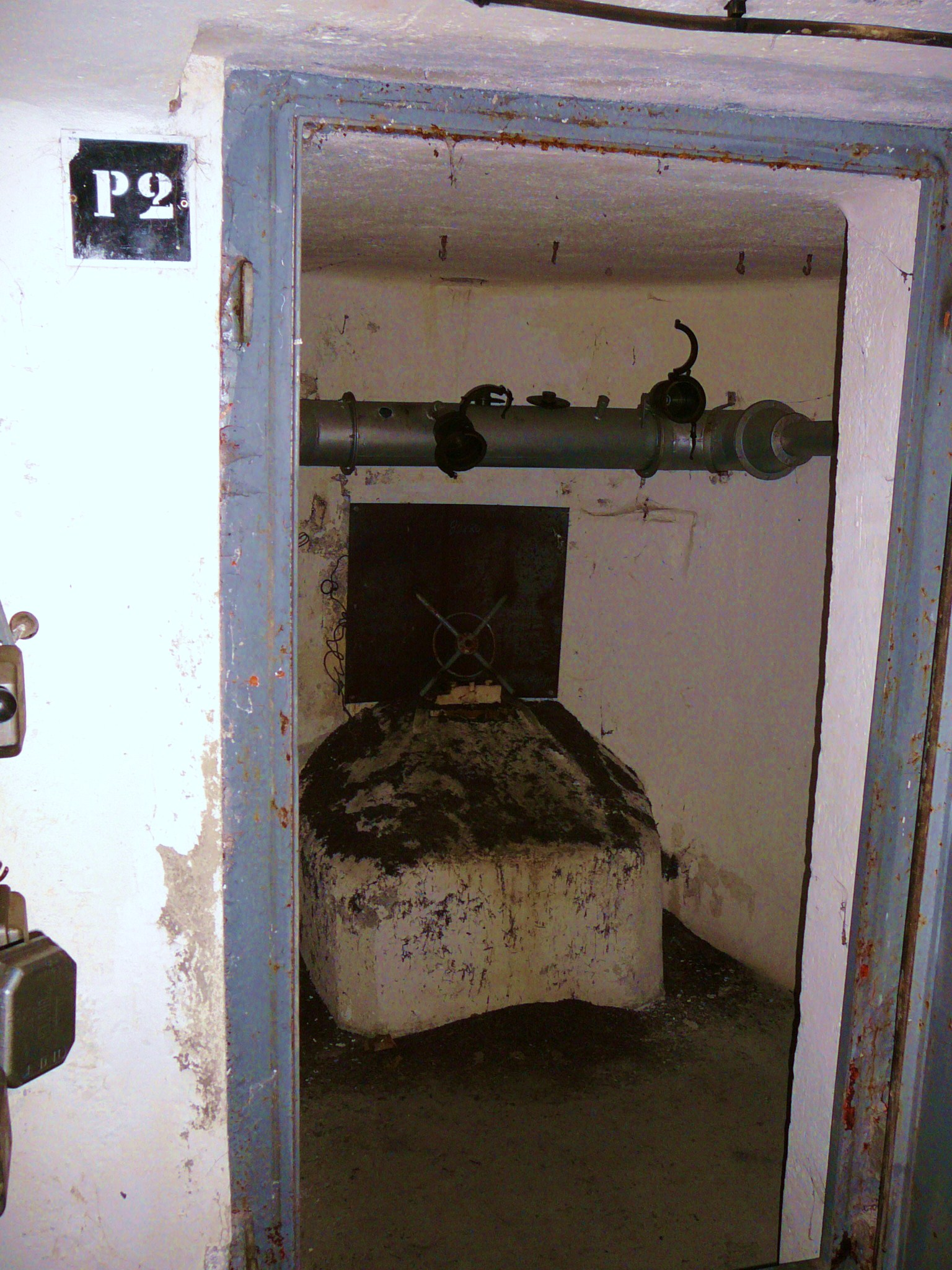
La postazione P dell'opera 4

- Come raggiungere l'opera

Uscendo dal paese in direzione sud, immediatamente prima della prima galleria (sopra di cui si trova l'opera 6), si prende la stradina (oggi anche pista ciclabile) sulla sinistra. Discesi neanche 50 metri, prima del ponticello, sulla sinistra si trova la bocca del cannone appartenente all'opera.
- Caratteristiche

Questa opera di tipo "7000", è veramente un'opera piccola, composta da un solo malloppo. Essa era data in consegna, come tutto lo sbarramento, al Battaglione Alpini d'Arresto Val Chiese 253ª Compagnia, poi passata in mano al Battaglione Alpini d'Arresto Val Brenta 254ª Compagnia.
Nel dopoguerra fu armata con un cannone anticarro 90/32 L. Praticamente l'opera è composta semplicemente dal malloppo, una singola stanza attigua che comprende la porta di accesso con il quadro elettrico e l'impianto di aerazione forzata per la postazione P (anticarro).
In un piccolo vano, di fronte alla postazione, si trova il sistema di comunicazione (centralino) che permetteva la comunicazione con le altre opere dello sbarramento.
Da notare che la porta per la camera di combattimento, la porta garitta, non è stagna. Questo poteva comportare dei problemi di sopravvivenza per gli uomini impiegati nella difesa.
Un'altra caratteristica di questa piccola opera, è la direzione in cui punta, infatti essa punta a sud, come per prendere alle spalle il nemico che stava cercando di oltrepassare lo sbarramento.
- Nome in codice (in ambito NATO): Sasso
- Armamento previsto

1 cannone anticarro 90/32
- Ingressi

L'opera ha 1 ingresso
- Dati relativi a gennaio 2010
- Coordinate geografiche: 46°55′59.39″N 11°26′57.44″E

### Opera 4 bis
- Come raggiungere l'opera

Si trova a tra l'opera 4 e l'opera 5, ai margini della stradina secondaria (pista ciclabile).
- Caratteristiche

Quest'opera è stata voluta quando questo sbarramento è stato reimpiegato in ambito NATO. Infatti all'inizio era un'opera vera e propria, ma poi questa è stata abbattuta per far posto ad una postazione per un carro Sherman, posato in un'apposita vasca. Alla fine del vallo l'opera ha subito l'asportazione del carro, il riempimento della stessa e quindi spianata della terra sopra.
- Ingressi

La vasca, pare sia stata sotterrata
- Dati relativi a gennaio 2010
- Coordinate geografiche: 46°55′54.6″N 11°26′59.83″E

### Opera 5
- Come raggiungere l'opera

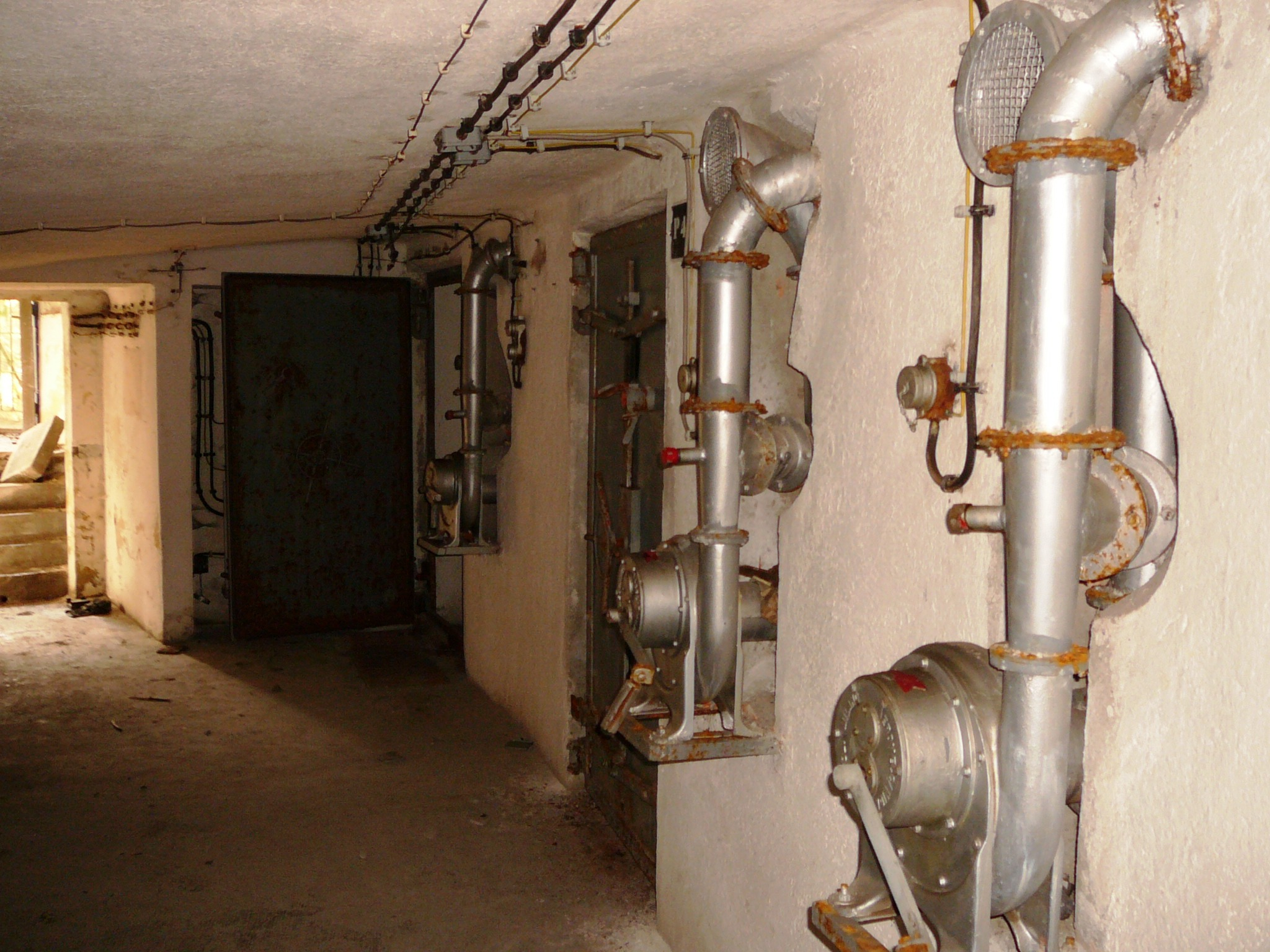
L'interno dell'opera 5, con le sue 3 ventole di aerazione

L'opera si trova in posizione leggermente più arretrata rispetto alla piccola opera 4, scendendo di un poco oltre lungo la nuova pista ciclabile.
- Caratteristiche

L'opera è di media grandezza, in calcestruzzo, ancora in buono stato, completa in tutti i suoi accessori. Oltre alla piccola caponiera posta a difesa dell'ingresso, l'opera ha una stanza con tre porte garitte che rispettivamente conducono alle camere di combattimento. All'interno della stanza principale, di forma rettangolare, si possono ancora oggi vedere una vasca, il centralino, le tre ventole di aerazione e parte dell'impianto elettrico esistente.
- Nome in codice (in ambito NATO): Broni
- Armamento previsto

2 mitragliatrici, 1 cannone
- Ingressi

L'opera ha 1 ingresso
- Dati relativi a gennaio 2010
- Coordinate geografiche: 46°55′47.81″N 11°27′02.96″E

### Opera 6
- Come raggiungere l'opera

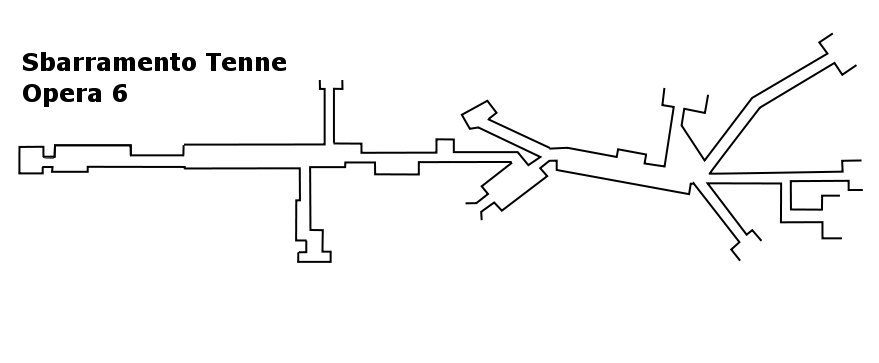
Pianta dell'opera 6

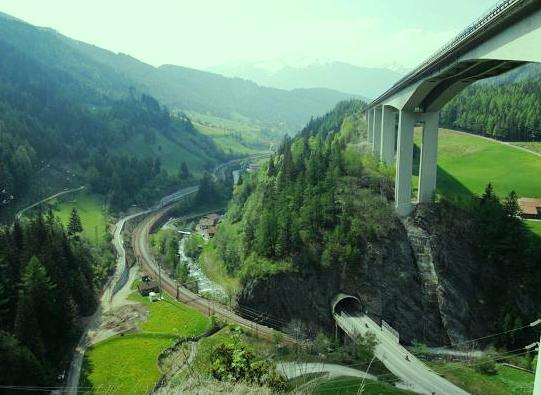
Panoramica dell'opera 6

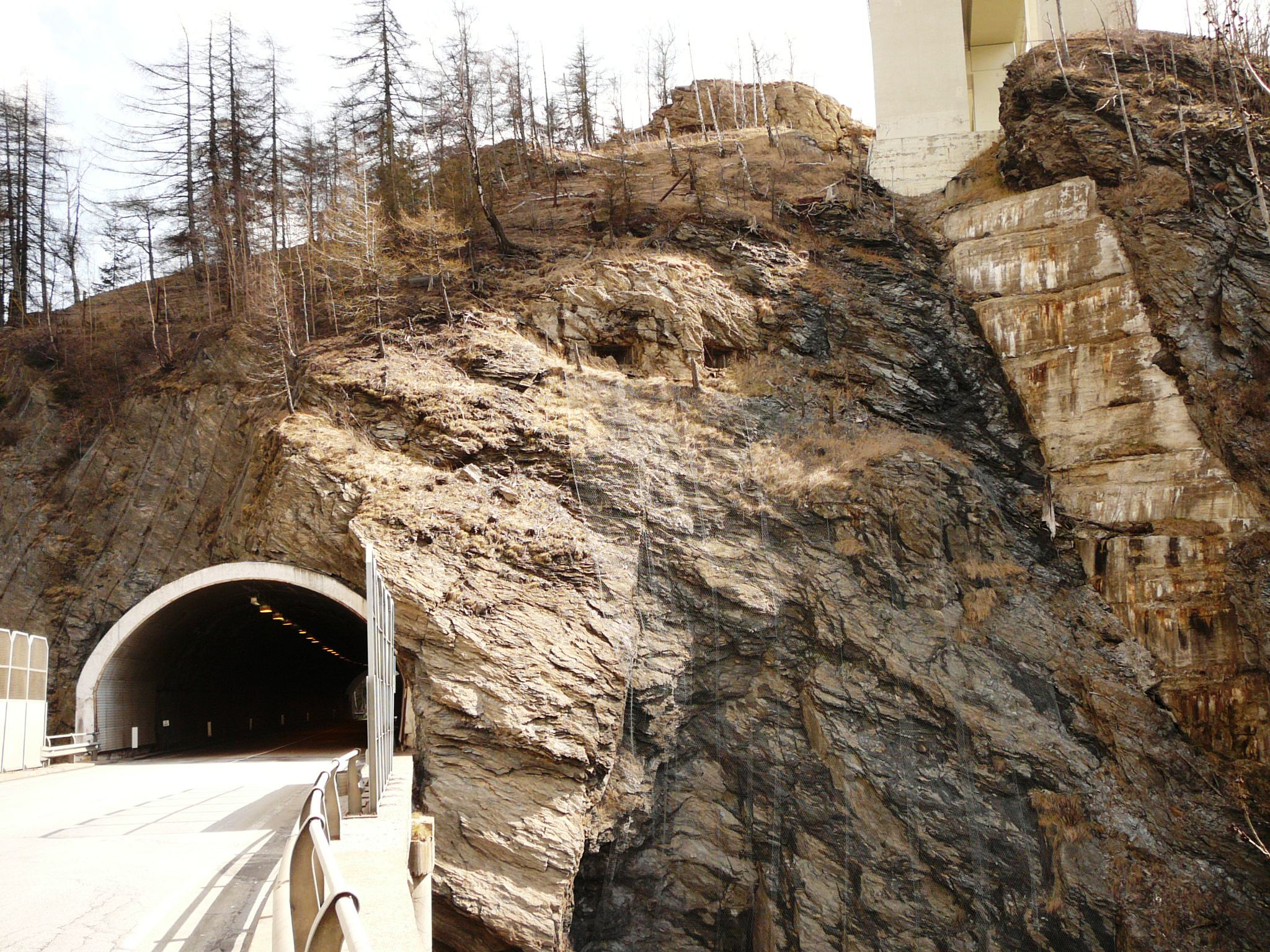
Altra veduta dell'opera 6, con le sue feritoie, poco al di sopra della galleria

L'opera si trova tra Ceppaia (ted. Steckholz) e Colle Isarco. È realizzata su più piani in caverna con malloppi esterni in calcestruzzo. È stata interessata dalla costruzione dell'Autostrada del Brennero, in quanto sulla sua sommità è stato realizzato un alto pilone del viadotto autostradale.
- Caratteristiche

Era previsto uno scavo di 12500 metri cubi, totalmente effettuato, mentre era previsto una posa di 7500 m³ di calcestruzzo, ma i lavori si fermarono a 5350 m³ di calcestruzzo. È completamente ultimata in ogni sua parte. I lavori di completamento dell'opera, interrotti nel 1942, sono ripresi all'inizio degli anni '50, quando fu deciso di ripristinare un certo numero di opere difensive e dotarle di armamento ed impianti tecnologici. L'opera è stata attiva fino al 1992 quando, nel mese di luglio furono tolti gli armamenti (cannoni controcarro da 90/32L e da 105/25sf ed affustini per mitragliatrici, a parte un affusto) e tutti gli equipaggiamenti asportabili (brande, contenitori per acqua potabile, ecc...). L'opera era equipaggiata con 5 cannoni controcarro e 8 affustini per mitragliatrice. Nella postazione più a nord, raggiungibile tramite una scalinata di 137 gradini, si trova ancora oggi l'affusto per cannone da 105/25sf, perché all'atto della dismissione, dopo aver portato all'esterno la bocca da fuoco, si ritenne troppo onerosa la rimozione. Venne definitivamente chiusa il 25 maggio 1993. L'opera è una tra quelle scelte per essere rivalorizzata dalla Provincia di Bolzano.
- Nome in codice (in ambito NATO): Salve
- Armamento previsto

8 mitragliatrici, 4 cannoni
- Ingressi

L'opera ha 3 ingressi
- Dati relativi a gennaio 2014
- Coordinate geografiche: 46°55′51.25″N 11°26′51.65″E

### Opera 7

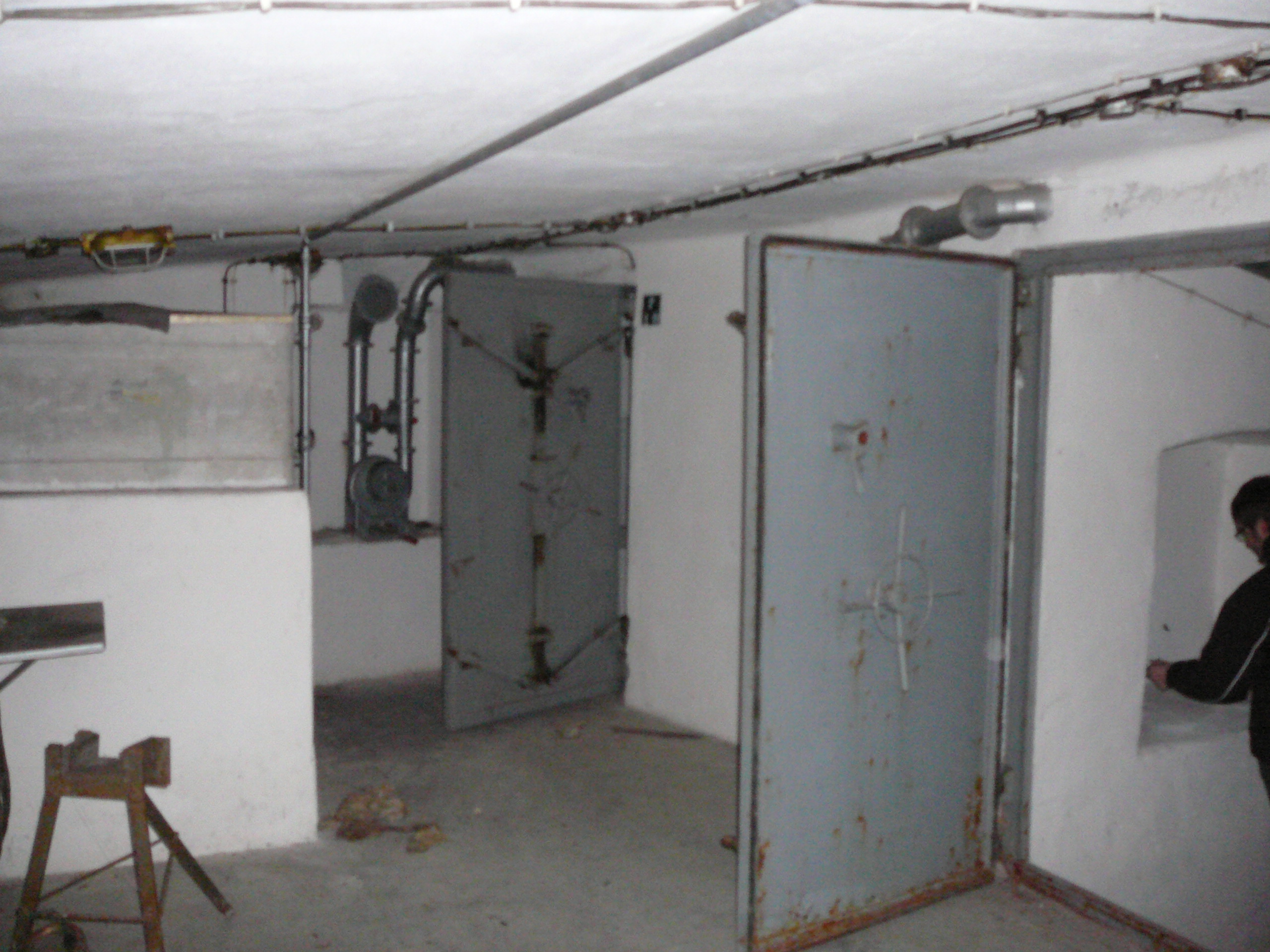
L'interno dell'opera 7

- Come raggiungere l'opera

Per trovare la collocazione di quest'opera, è sufficiente proseguire lungo la strada che conduce alla località Ceppaia, dopo aver oltrepassato l'opera 8. Questa si trova infatti dopo neanche 100 metri.
- Caratteristiche

L'opera è di media grandezza, in calcestruzzo ed è disposta su un unico livello. Caratteristico è il suo muretto di protezione all'ingresso. Al suo interno si trova tutto quanto si può trovare in un'opera di questo tipo, ovvero quelle riattivate nel dopo guerra. La postazione per la mitragliatrice ha ancora il suo affusto.
- Nome in codice (in ambito NATO): Arno
- Armamento previsto

2 mitragliatrici, 1 cannone e un osservatorio/torretta
- Ingressi

L'opera ha 1 ingresso
- Dati relativi a gennaio 2010
- Coordinate geografiche: 46°55′53.79″N 11°26′46.38″E

### Opera 8
- Come raggiungere l'opera

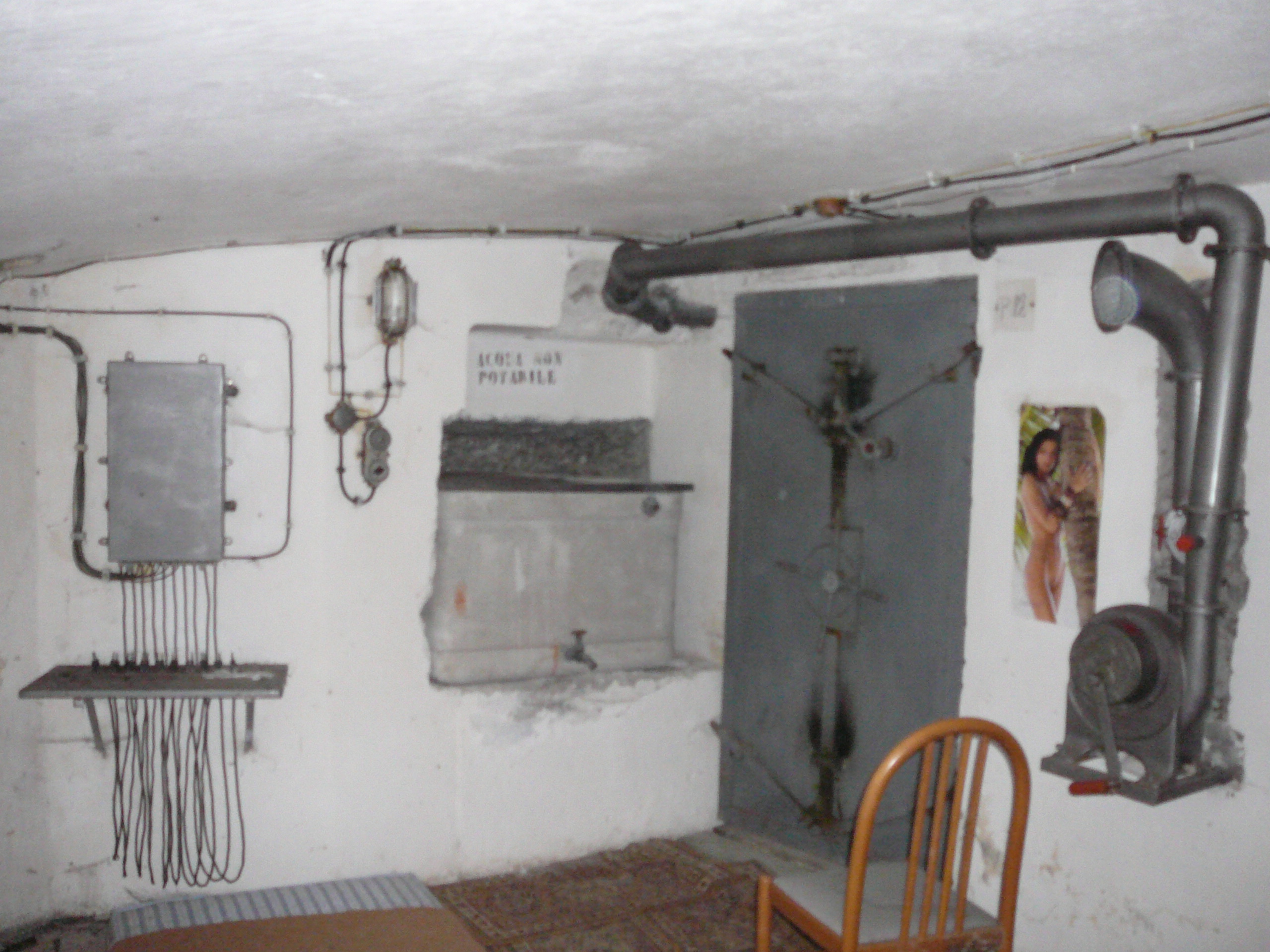
L'interno dell'opera 8

L'opera si trova proprio sulla strada che dal paese di Colle Isarco sale per il paese di Ceppaia. L'opera è già ben visibile dall astazione ferroviaria di Colle Isarco, infatti si trova proprio sulla strada ai margini del bosco.
- Caratteristiche

L'ingresso dell'opera è sovramontato da una torretta. L'interno dell'opera è ricoperto di tappettini, e con alle pareti alcuni poster. Vi è inoltre la presenza di un materasso con relative coperte.
- Nome in codice (in ambito NATO): Siena
- Armamento previsto

2 mitragliatrici
- Ingressi

L'opera ha 1 ingresso
- Dati relativi a gennaio 2010
- Coordinate geografiche: 46°55′57.53″N 11°26′41.24″E

### Opera 9
- Come raggiungere l'opera

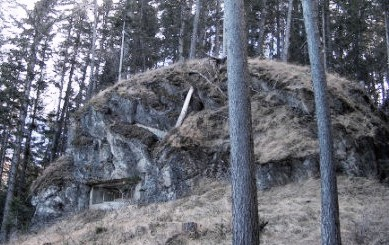
L'opera 9

L'opera si trova a ovest del paese, un po' più in quota rispetto all'opera 8
- Caratteristiche

L'ingresso dell'opera è chiuso da una moderna porta REI.
- Armamento previsto

3 mitragliatrici
- Ingressi

L'opera ha 1 ingresso
- Dati relativi a novembre 2007
- Coordinate geografiche: 46°55′51.16″N 11°26′36.02″E

### Opera 14
- Come raggiungere l'opera

- Caratteristiche

- Armamento previsto

non erano previsti armamenti
- Ingressi

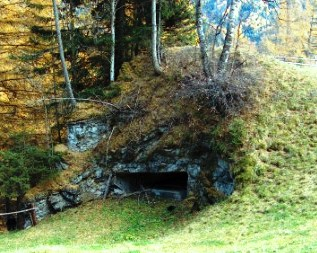
L'opera 14

L'opera è aperta, ma solo da un piccolo foro sul lato opposto
- Dati relativi a novembre 2007
- Coordinate geografiche: 46°55′40.48″N 11°26′21.28″E

### Opera 15
- Come raggiungere l'opera

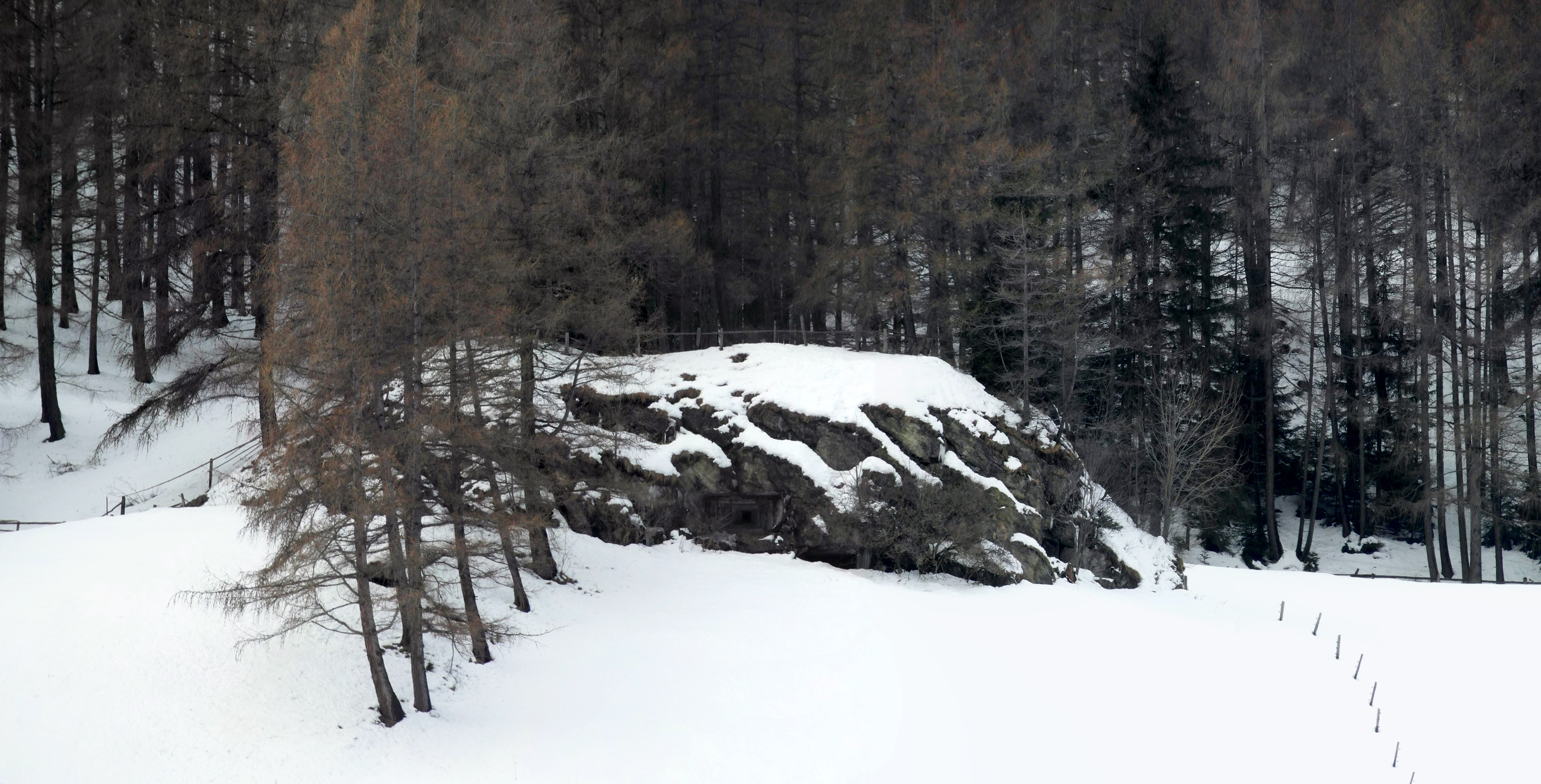
L'opera 15 vista dalla 16

Per raggiungere quest'opera si deve raggiungere la località di Ceppaia. Solo dopo aver individuato qui la posizione dell'opera 16, risulta facile individuare poco più in alto quest'opera coperta parzialmente da alcuni alberi al limitare del bosco.
- Caratteristiche

Opera media costruita in calcestruzzo.
- Armamento previsto

4 mitragliatrici
- Ingressi

L'opera ha 1 ingresso
- Dati relativi a gennaio 2014
- Coordinate geografiche: 46°55′43.23″N 11°26′28.75″E

### Opera 16
- Come raggiungere l'opera

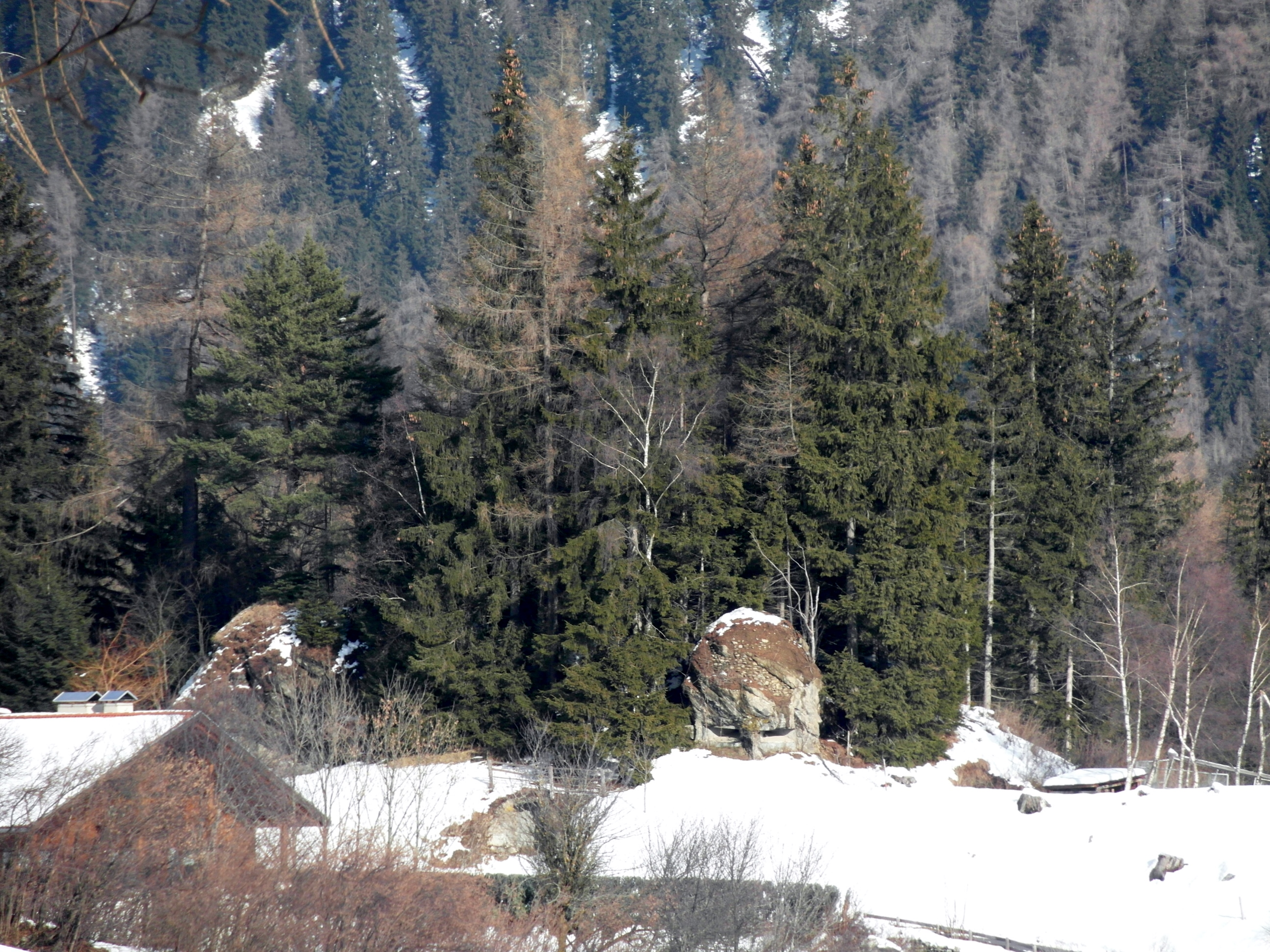
Caponiera di difesa dell'opera 16

Per raggiungere quest'opera si deve raggiungere la località di Ceppaia. A nord dell'agriturismo, al limitare del bosco si trova l'opera, facilmente raggiungibile percorrendo per una decina di metri la strada forestale.
- Caratteristiche

Opera di grandi dimensioni costruita in calcestruzzo. Particolare la torretta a difesa dell'ingresso che spicca per la sua altezza. L'opera è di proprietà privata e presenta i mascheramenti delle feritoie originali in legno.
- Armamento previsto

5 mitragliatrici
- Ingressi

L'opera ha 1 ingresso
- Dati relativi a gennaio 2014
- Coordinate geografiche: 46°55′42.23″N 11°26′41.35″E

### Opera 18

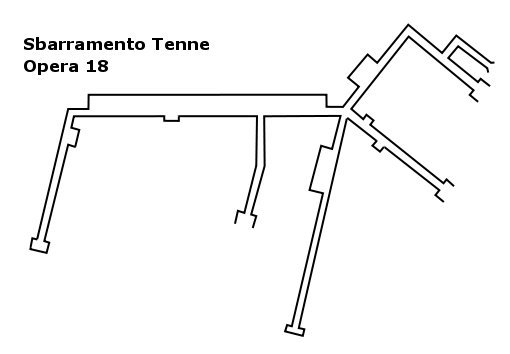
Piantina dell'opera 18

- Come raggiungere l'opera

- Caratteristiche

Opera media costruita in calcestruzzo. Era previsto uno scavo di 6000 metri cubi di materiale, ma ne furono eseguiti solamente 5900 m³.
- Armamento previsto

4 mitragliatrici e 1 osservatorio
- Ingressi

L'opera ha 1 ingresso

### Opera 19
- Come raggiungere l'opera

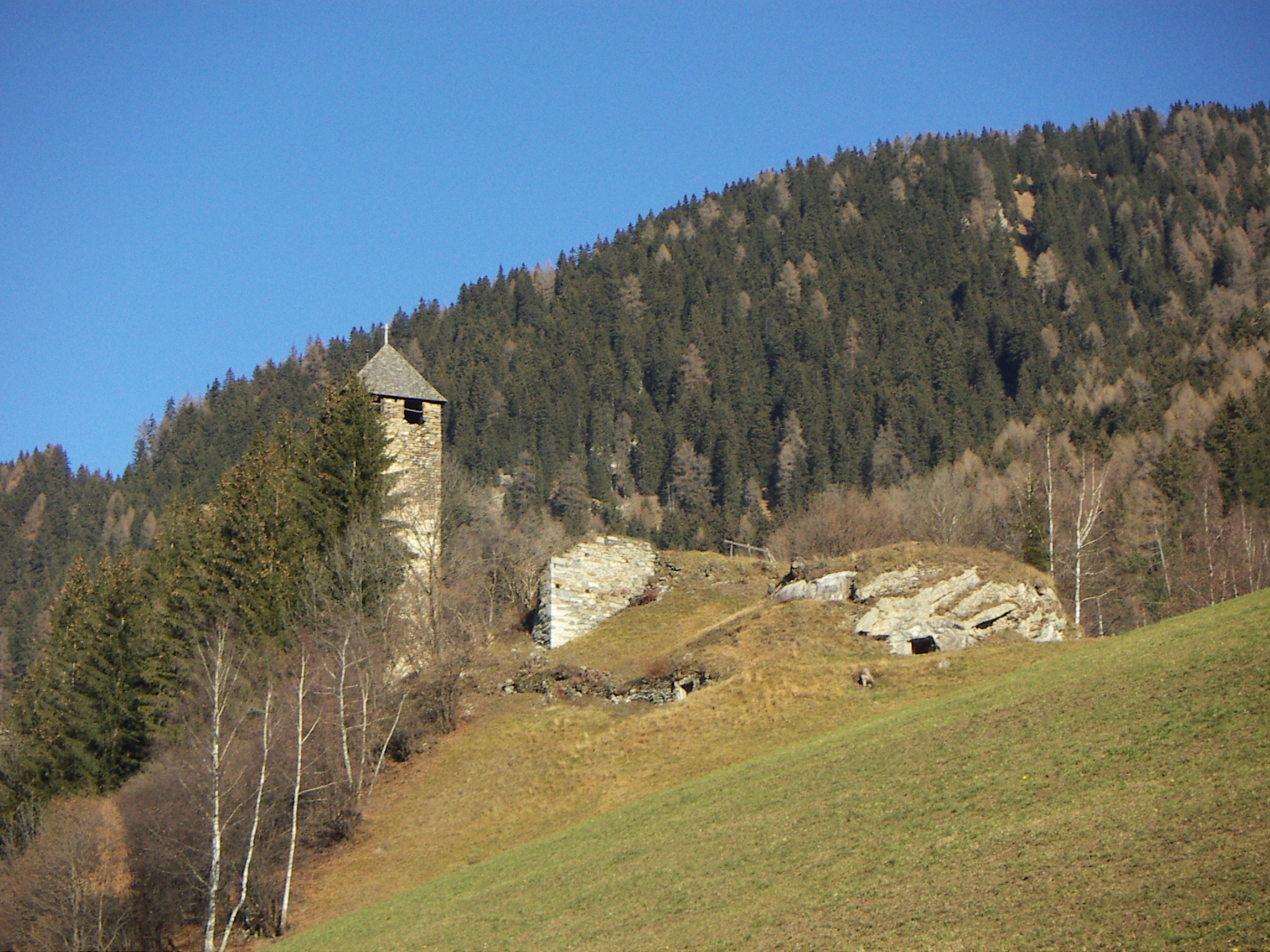
Il Castello della Strada, sopra all'opera 19

L'opera si raggiunge, dal paese di Novale di Sotto (Niederried), a sud di Colle Isarco, seguendo la stradina che sale verso il pericolante castello della Strada. L'opera è infatti stata scavata nello sperone di roccia su cui posa il castello.
- Caratteristiche

All'interno l'opera si presenta ancora allo stato totalmente grezzo, ovvero è stata solo scavata, ma non ancora ricoperta di calcestruzzo. L'opera ha almeno due ingressi sul lato est. Alla fine di un cunicolo, si ha un pozzo verticale che sale, e che potrebbe essere una torretta, ma anche una via di fuga.
Mediante il decreto interministeriale n.1153 del 29 marzo 2000, quest'opera (comune catastale di Novale, alla P.T. 47/II, F.M. 4, pp.ff. 350 e 353/3) è passata dal demanio militare ai beni patrimoniali dello stato. In totale quest'opera occupa una superficie di 3456 m².
- Armamento previsto

2 mitragliatrici, 1 torretta
- Ingressi

L'opera ha diversi ingressi, sicuramente almeno 2
- Dati relativi a novembre 2007
- Coordinate geografiche: 46°55′33.29″N 11°27′06.99″E

### Opera 24

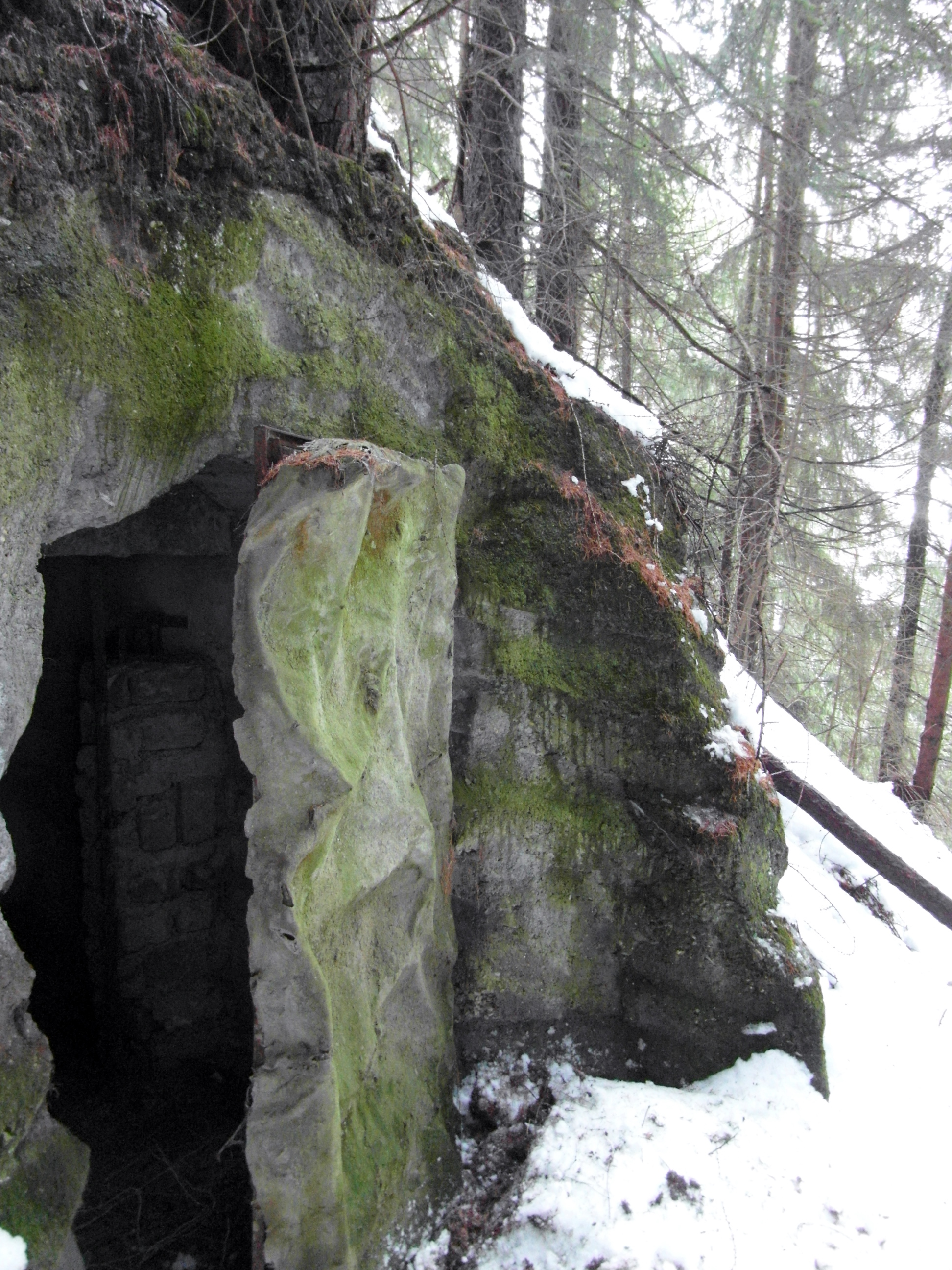
Ingresso dell'opera 24

- Come raggiungere l'opera

Superata di 300 metri in direzione sud la località di Ceppaia, si presenta sulla destra l'inizio di una strada forestale. Percorrendo questa per circa 50 metri, si intravede sulla destra la sua struttura.
- Caratteristiche

Opera di medie dimensioni costruita su due livelli in calcestruzzo collegati oltre che da una comoda scalinata centrale anche da una scala alla marinara. Da dopo la sua dismissione, al suo interno sono state apportate modifiche ai colori interni, in particolare nelle due camerate al piano inferiore. Le tre feritoie per mitragliatrici sono invece collocate al piano superiore.
- Armamento previsto

3 mitragliatrici
- Ingressi

L'opera ha un ingresso al piano superiore ed un'uscita di emergenza al piano inferiore
- Dati relativi a gennaio 2014
- Coordinate geografiche: 46°55′28.84″N 11°26′33.69″E